# 田浦駅

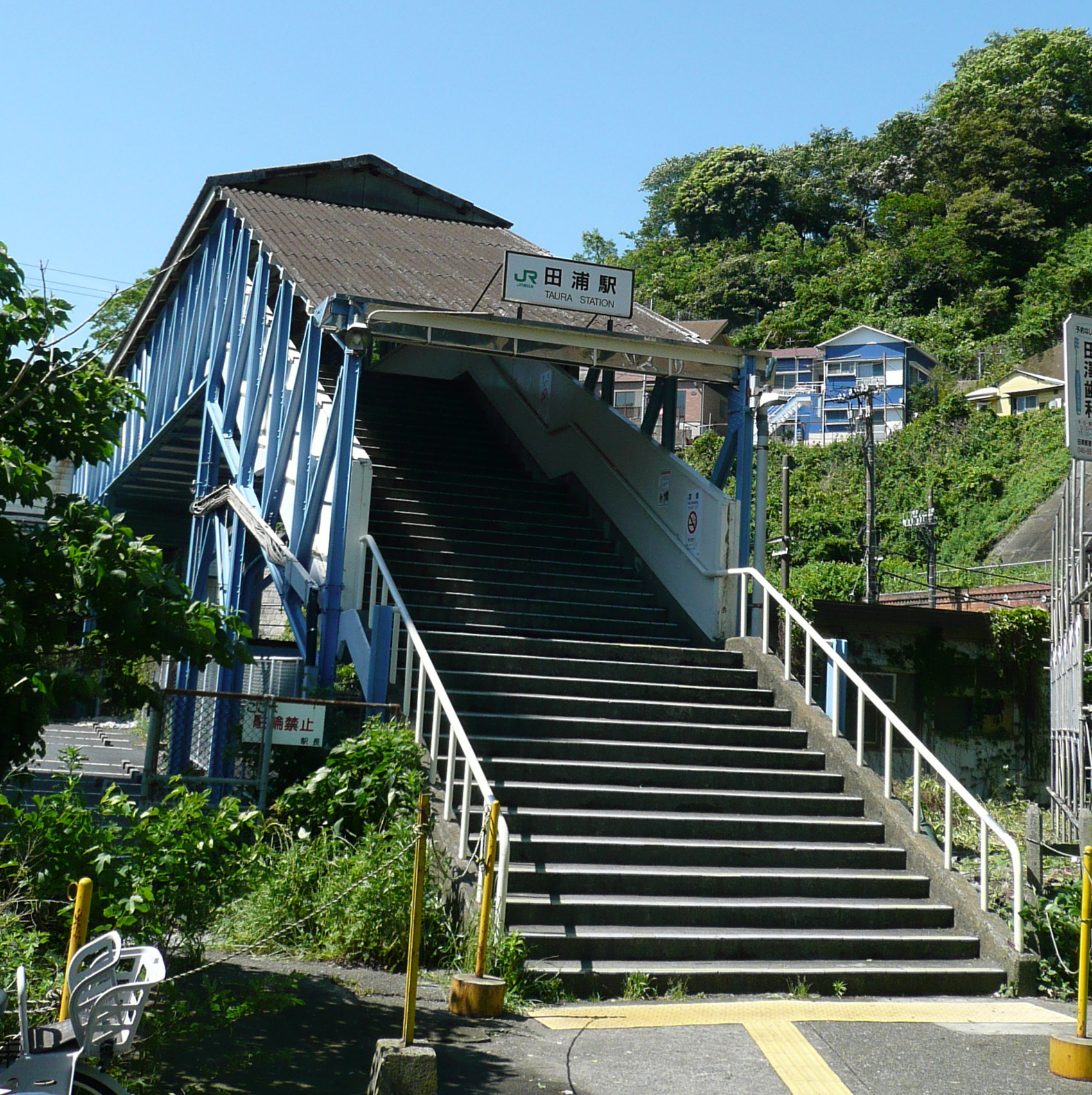
北口（2012年5月）

田浦駅（たうらえき）は、神奈川県横須賀市田浦町一丁目にある、東日本旅客鉄道（JR東日本）横須賀線の駅である。駅番号はJO 04。
京浜急行電鉄本線の京急田浦駅とは直線距離で北西へ約1.5 km離れており、乗り換えには適さない（距離的には南東へ約1 kmの安針塚駅がより近い）。

## 歴史
- 1904年（明治37年）5月1日：官設鉄道の逗子 - 横須賀間に駅を設置し開業する[1]。
- 1909年（明治42年）10月12日：横須賀線所属駅となる。
- 1918年（大正7年）4月15日：一般大貨物の取扱を開始[3]。
- 1959年（昭和34年）5月24日：駅舎改築（橋上駅舎化）[4]。
- 1982年（昭和57年）11月15日：荷物扱い廃止[1]。
- 1984年（昭和59年）2月1日：貨物の取り扱いを廃止[1]。
- 1987年（昭和62年）
  - 3月31日：専用線貨物の取り扱いを再開[1]。
  - 4月1日：国鉄分割民営化に伴い、JR東日本・JR貨物の駅となる[1]。
- 1993年（平成5年）10月21日：自動改札機を設置し、供用開始[5]。
- 2001年（平成13年）11月18日：ICカード「Suica」の供用を開始する。
- 2006年（平成18年）5月1日：貨物取扱の廃止に伴い、JR貨物の駅が廃止となる[6]。

## 駅構造
島式ホーム1面2線を持つ地上駅。駅舎は橋上駅舎であり、跨線橋の両端に入口が設けられ、跨線橋の中央部に改札口が設置されている。駅の前後にトンネルがある関係で、11両編成の車両がホームに収まりきらないため、該当列車は上下線共に先頭から1両目全てのドアと2両目一番前（進行方向前寄り計5か所）のドアが締め切り（ドアカット）となる。エレベーターはホーム - 改札階間と南口に設置されている。
横浜統括センター管理の業務委託駅（JR東日本ステーションサービス委託）で、お客さまサポートコールシステムが導入されており、一部時間帯は遠隔対応のため改札係員は不在となる。多機能券売機が設置されている。

### のりば
| 番線 | 路線                   | 方向 | 行先                 |
| ---- | ---------------------- | ---- | -------------------- |
| 1    | 横須賀・総武線（快速） | 上り | 横浜・東京・千葉方面 |
| 2    | 横須賀線               | 下り | 横須賀・久里浜方面   |

（出典：JR東日本:駅構内図）

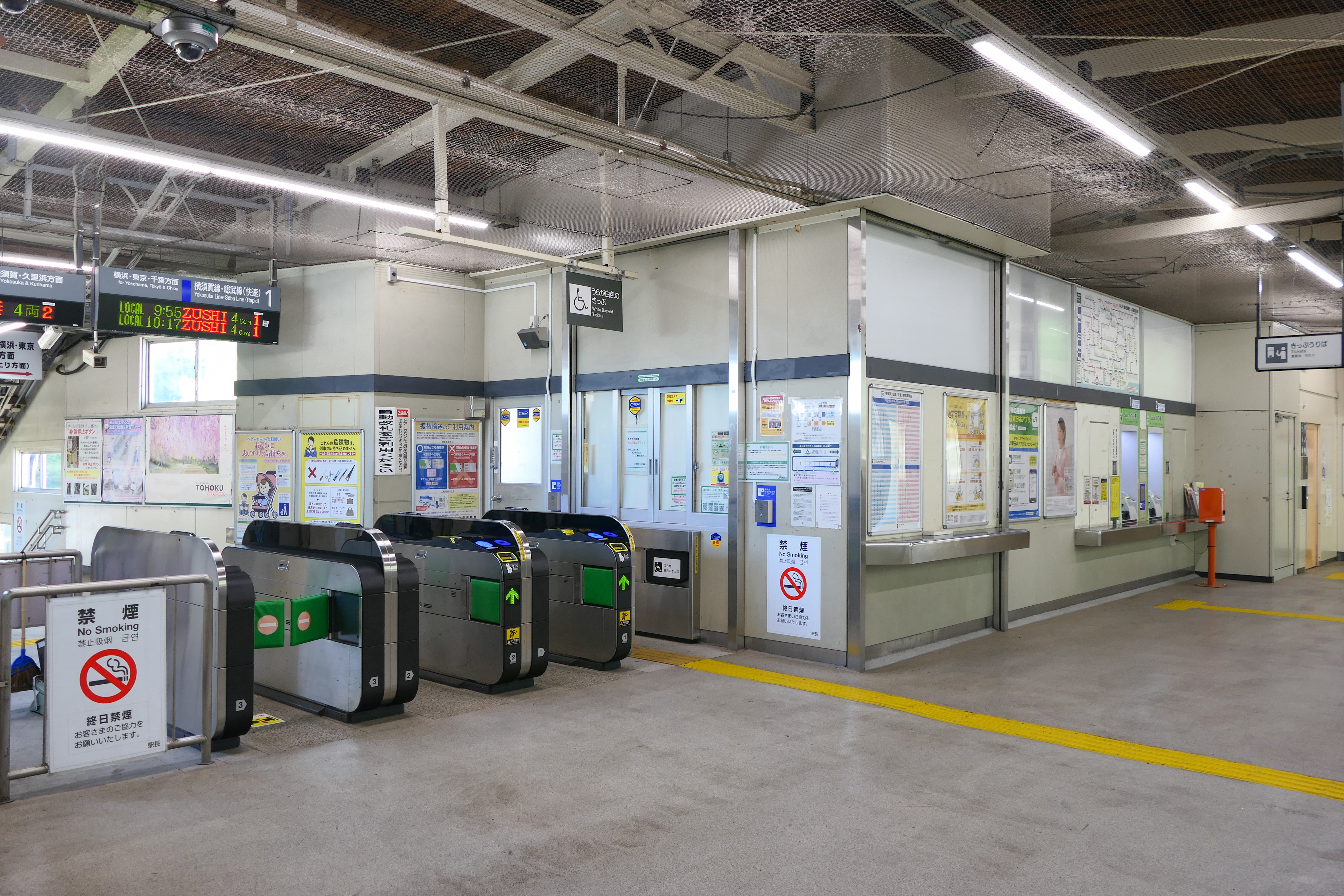
改札口と切符売り場（2024年5月）
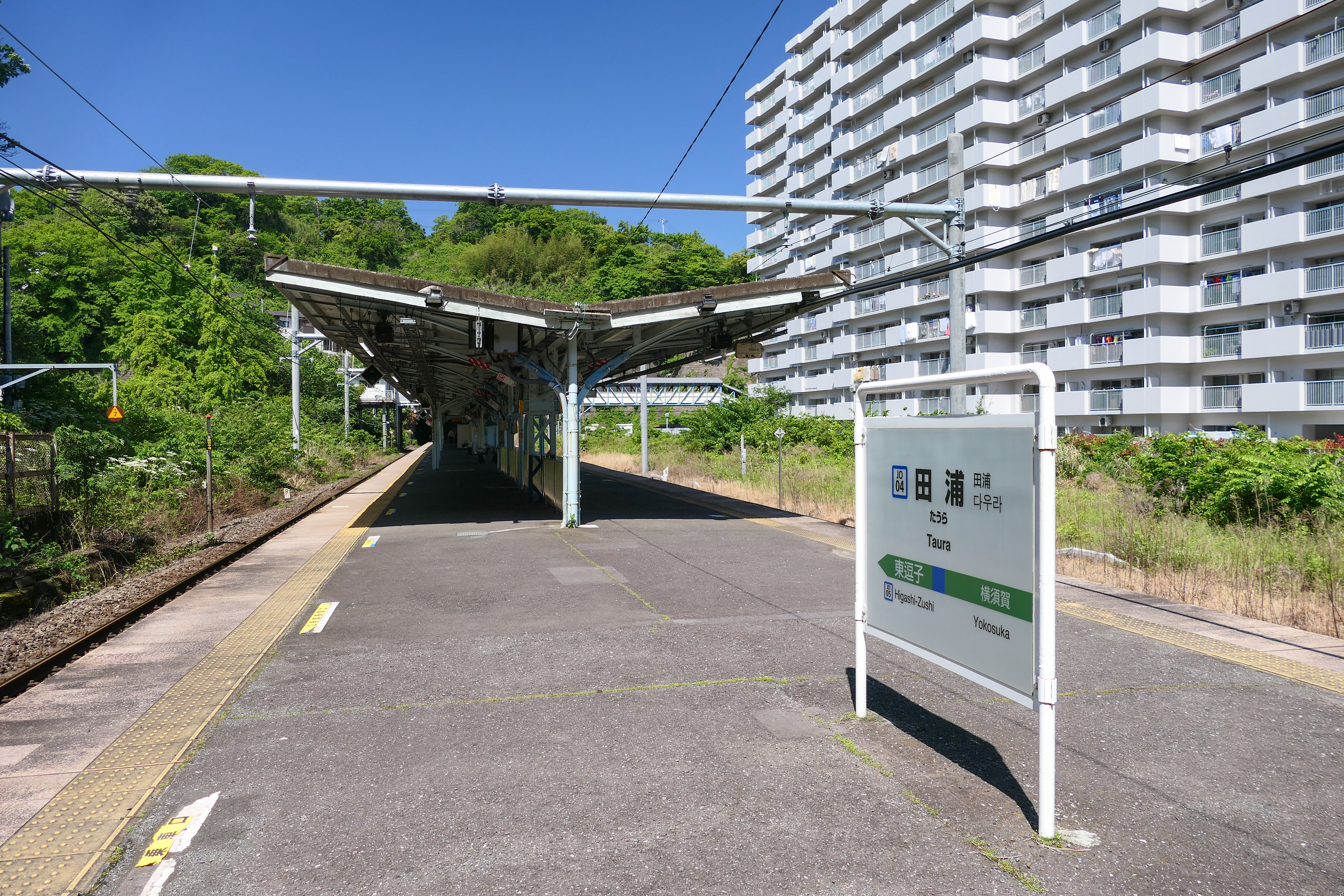
ホーム（2024年5月）
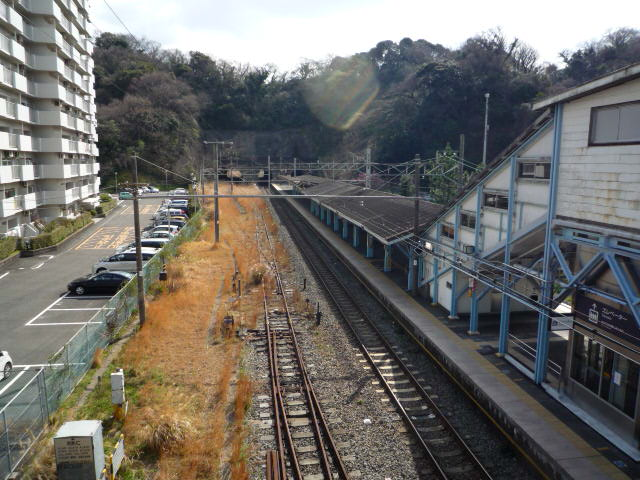
駅構内は、かつては貨車が行き来していた（2010年3月）
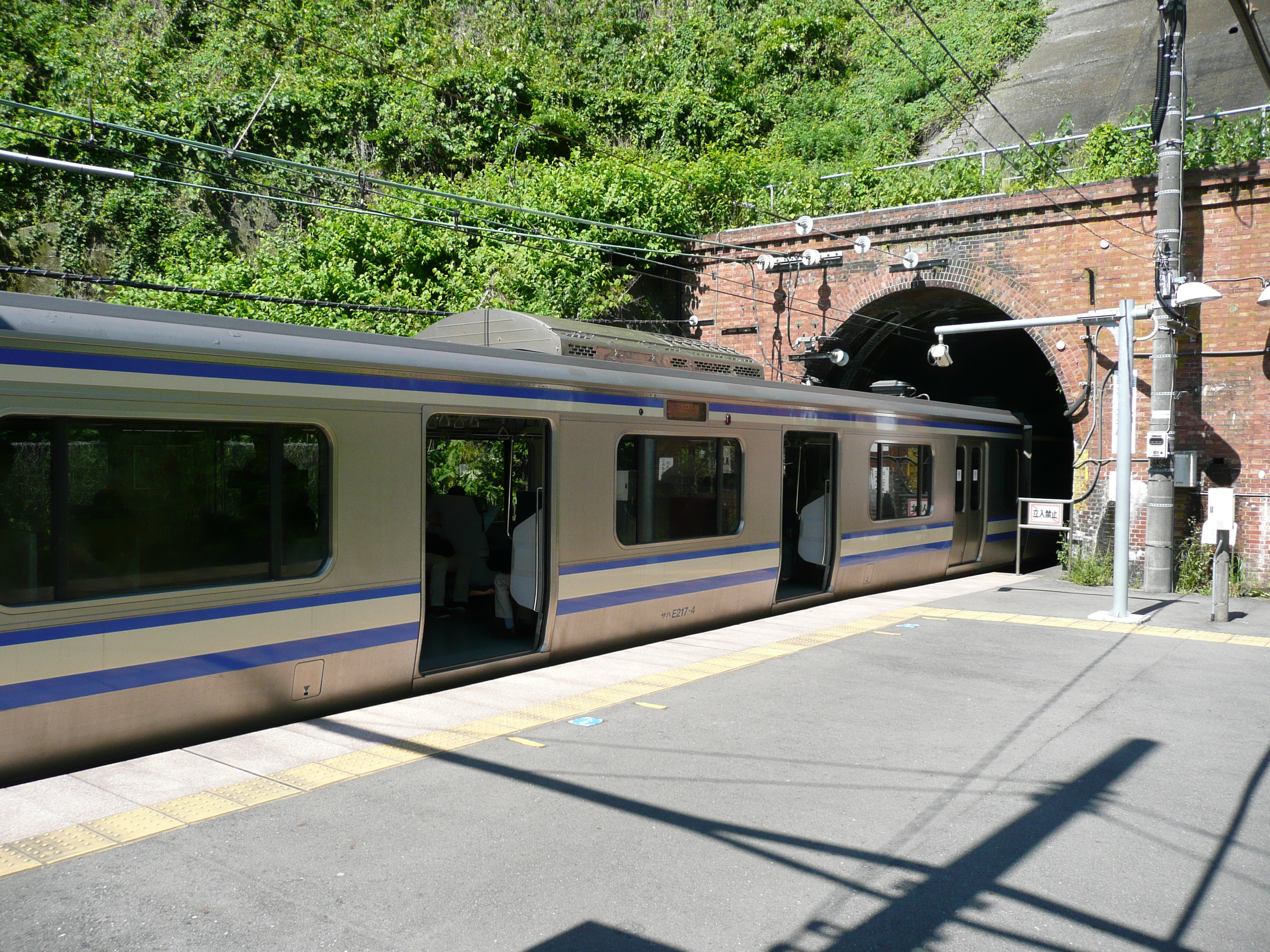
ドアカットの様子（2012年5月）

### 専用線
かつては横須賀駅方面へ向けて相模運輸倉庫が保有する専用線が分岐していた。この路線は長浦港に張り巡らされ、一部は在日米軍の施設である田浦送油施設へ続いていた。その施設から発送されるジェット燃料や周囲の倉庫からの飼料輸送などを行っていたが、1998年より使用を中止し、2006年にはJR貨物の駅も廃止となっている。2007年のリフレッシュ工事で本線から分断された後も線路の大部分はしばらく放置されていたが、2012年より道路改良工事などで撤去された箇所も増えている。

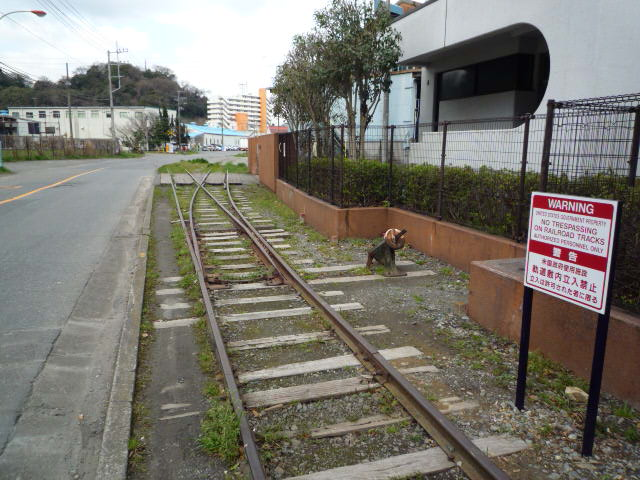
分岐器と米国政府による警告看板
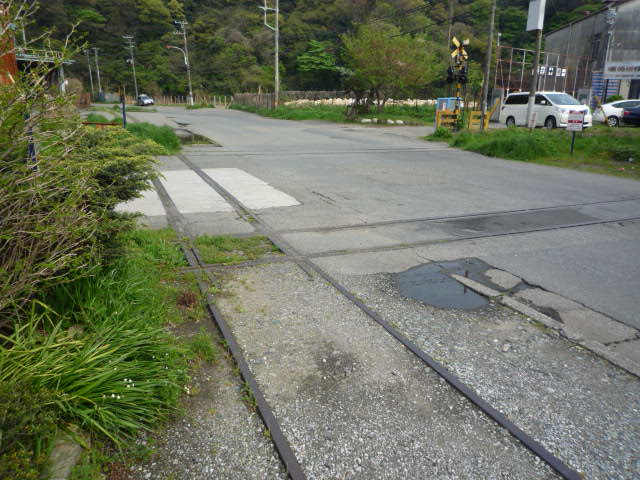
平面交差
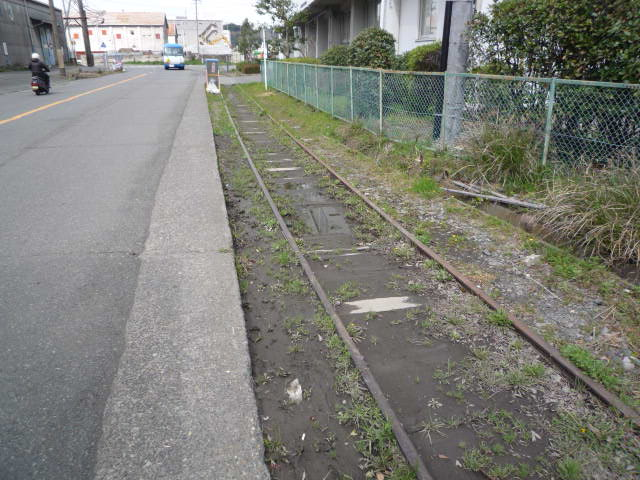
道路に沿って残る線路
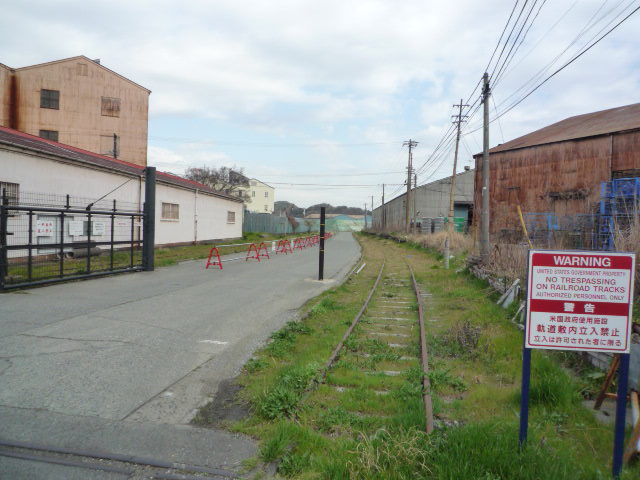
港方面へ延びる線路
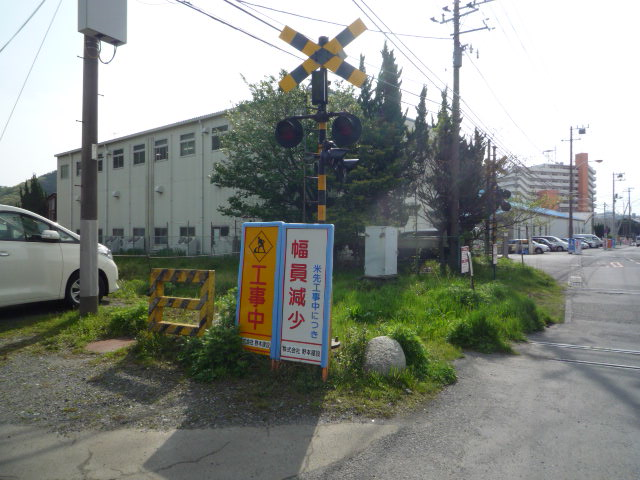
使われなくなった踏切
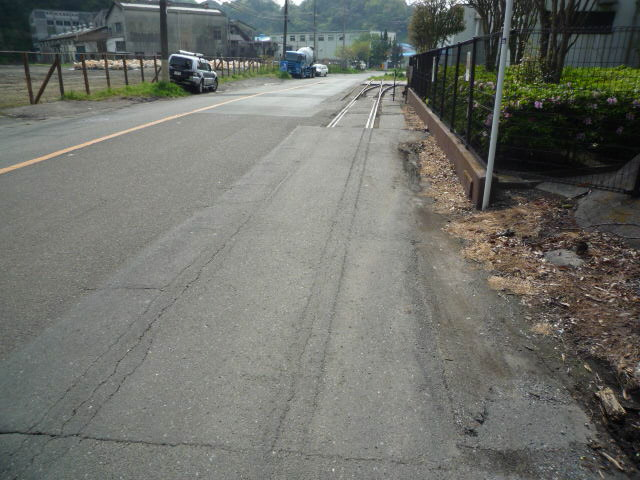
アスファルトで埋設された線路跡
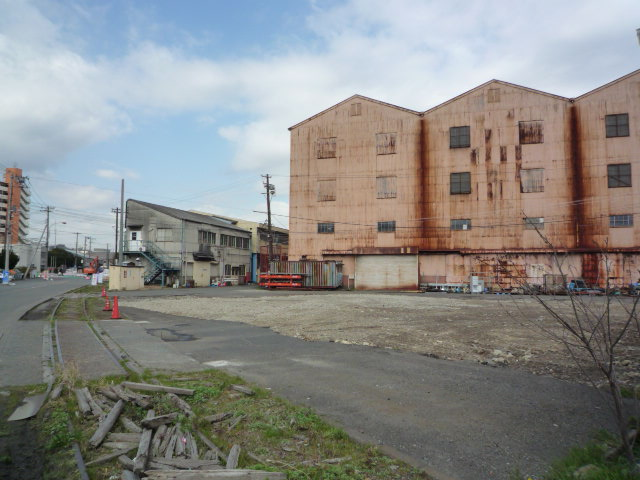
旧海軍軍需部長浦倉庫と線路

## 利用状況
2023年度（令和5年度）の1日平均乗車人員は1,978人で、横須賀線の駅では最も乗車人員が少ない。近年、当駅の乗車人員は減少傾向にある。
1995年度（平成7年度）以降の推移は下記の通り。
| 年度               | 1日平均 乗車人員 |
| ------------------ | ---------------- |
| 1995年（平成07年） | 3,710            |
| 2000年（平成12年） | 3,235            |
| 2001年（平成13年） | 3,132            |
| 2002年（平成14年） | 3,129            |
| 2003年（平成15年） | 3,089            |
| 2004年（平成16年） | 2,995            |
| 2005年（平成17年） | 2,915            |
| 2006年（平成18年） | 2,768            |
| 2007年（平成19年） | 2,673            |
| 2008年（平成20年） | 2,687            |
| 2009年（平成21年） | 2,650            |
| 2010年（平成22年） | 2,561            |
| 2011年（平成23年） | 2,515            |
| 2012年（平成24年） | 2,530            |
| 2013年（平成25年） | 2,504            |
| 2014年（平成26年） | 2,372            |
| 2015年（平成27年） | 2,353            |
| 2016年（平成28年） | 2,304            |
| 2017年（平成29年） | 2,292            |
| 2018年（平成30年） | 2,278            |
| 2019年（令和元年） | 2,232            |
| 2020年（令和02年） | 1,816            |
| 2021年（令和03年） | 1,938            |
| 2022年（令和04年） | 1,962            |
| 2023年（令和05年） | 1,978            |

## 駅周辺

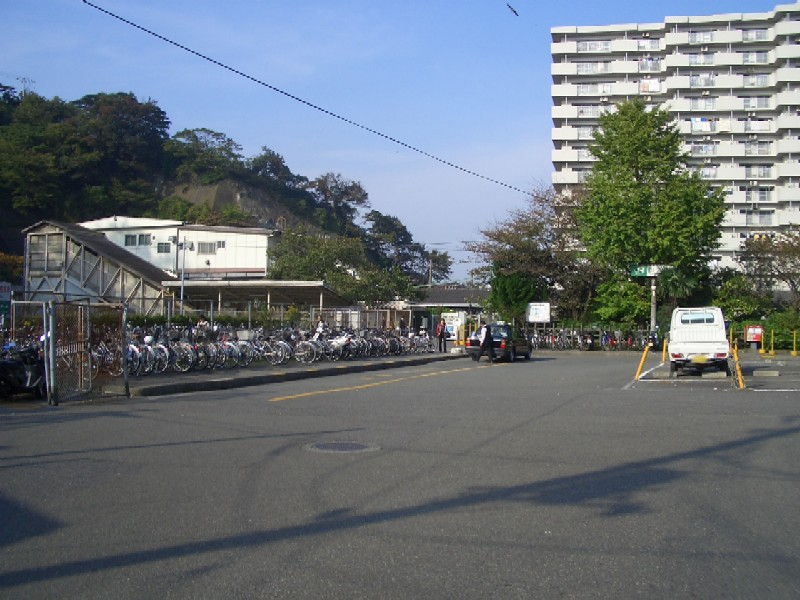
駅前広場遠景（2004年11月）

北口は狭いため、南口にのみ小さな駅前広場が存在し、路線バスが発着する。
北口周辺は近年建設されたマンションがある他は住宅はあまりなく、海上自衛隊の関連施設・倉庫群やいくつかの工場が立地する（長浦倉庫群）。旧海軍時代に建てられた古い建築物も多く残っているのが特徴。また前述の専用線の跡も確認できる。
南口は住宅地となっている。その先の山林には梅の名所で知られる田浦梅林があり、春頃には賑わう。
田浦変電所近くの山中に、かつて開発途中で放棄された田浦廃村と呼ばれる廃墟の住宅地があり、治安上の懸念から問題になっていた。2019年になってメガソーラー建設のためにすべて解体された。
- 長浦港
  - 長浦倉庫群
  - 相模運輸倉庫本社
- 田浦郵便局
- 海上自衛隊横須賀基地船越地区（自衛艦隊司令部・潜水艦隊司令部） ※海上自衛隊の公式サイトでは京急田浦駅を最寄り駅としている。
- 自衛隊横須賀病院
- 海上自衛隊第2術科学校
- 海上自衛隊艦船補給処
- 海上自衛隊潜水医学実験隊
- 田浦梅林
- 国道16号
- 神奈川県道206号田浦停車場線
- 吉倉公園

## バス路線
駅南口ロータリーおよび国道16号上にある「田浦駅」が最寄りバス停。国道側の乗り場は「田浦駅（国道）」と表記される。発着する路線の詳細は京浜急行バス追浜営業所・京浜急行バス逗子営業所を参照。
| のりば         | 運行事業者   | 系統・行先                                                            |
| 田浦駅         | 田浦駅       | 田浦駅                                                                |
| -------------- | ------------ | --------------------------------------------------------------------- |
| 1              | 京浜急行バス | 逗20・逗21：逗子駅                                                    |
| 2              | 京浜急行バス | 田17：追浜駅                                                          |
| 田浦駅（国道） |              |                                                                       |
| －             | 京浜急行バス | - 田17・追34：追浜駅 - 逗20・逗21：逗子駅 - 八31：内川橋 / 安浦二丁目 |

## その他
当駅から程近い、横須賀寄りにある長浦トンネルは芥川龍之介の小説『蜜柑』のモデルとなったといわれている。なお、近隣の吉倉公園には文学碑がある。

## 隣の駅
東日本旅客鉄道（JR東日本）
 横須賀線
東逗子駅 (JO 05) - 田浦駅 (JO 04) - 横須賀駅 (JO 03)

### 記事本文
1. 1 2 3 4 5 6  石野哲 編『停車場変遷大事典 国鉄・JR編』 II（初版）、JTB、1998年10月1日、80-81頁。ISBN 978-4-533-02980-6。
2. 1 2  事業エリアマップ - JR東日本ステーションサービス.2021年9月14日閲覧
3. ↑  大正7年4月13日付官報（第1706号）鉄道院告示第二十四号 - 国立国会図書館デジタルコレクション
4. ↑  「田浦駅の橋上本屋の使用を開始」『交通新聞』交通協力会、1959年5月23日、2面。
5. ↑  「JR年表」『JR気動車客車編成表 '94年版』ジェー・アール・アール、1994年7月1日、186頁。ISBN 4-88283-115-5。
6. ↑  『貨物駅の廃止及び呼称の統一について』（PDF）（プレスリリース）日本貨物鉄道、2006年3月16日。オリジナルの2021年3月17日時点におけるアーカイブ。2021年3月17日閲覧。
7. 1 2  “駅の情報（田浦駅）：JR東日本”.   東日本旅客鉄道. 2023年10月22日時点のオリジナルよりアーカイブ。2023年10月22日閲覧。
8. ↑  “田浦港町の廃線跡 偶然残った平面交差”. タウンニュース横須賀版 (タウンニュース社). (2012年12月7日) 2020年4月6日閲覧。
9. ↑  神奈川県県勢要覧
10. ↑  横須賀市統計書 - 横須賀市
11. ↑  線区別駅別乗車人員（1日平均）の推移 (PDF)  - 17ページ

### 利用状況
JR東日本の2000年度以降の乗車人員
1. ↑  各駅の乗車人員（2000年度） - JR東日本
2. ↑  各駅の乗車人員（2001年度） - JR東日本
3. ↑  各駅の乗車人員（2002年度） - JR東日本
4. ↑  各駅の乗車人員（2003年度） - JR東日本
5. ↑  各駅の乗車人員（2004年度） - JR東日本
6. ↑  各駅の乗車人員（2005年度） - JR東日本
7. ↑  各駅の乗車人員（2006年度） - JR東日本
8. ↑  各駅の乗車人員（2007年度） - JR東日本
9. ↑  各駅の乗車人員（2008年度） - JR東日本
10. ↑  各駅の乗車人員（2009年度） - JR東日本
11. ↑  各駅の乗車人員（2010年度） - JR東日本
12. ↑  各駅の乗車人員（2011年度） - JR東日本
13. ↑  各駅の乗車人員（2012年度） - JR東日本
14. ↑  各駅の乗車人員（2013年度） - JR東日本
15. ↑  各駅の乗車人員（2014年度） - JR東日本
16. ↑  各駅の乗車人員（2015年度） - JR東日本
17. ↑  各駅の乗車人員（2016年度） - JR東日本
18. ↑  各駅の乗車人員（2017年度） - JR東日本
19. ↑  各駅の乗車人員（2018年度） - JR東日本
20. ↑  各駅の乗車人員（2019年度） - JR東日本
21. ↑  各駅の乗車人員（2020年度） - JR東日本
22. ↑  各駅の乗車人員（2021年度） - JR東日本
23. ↑  各駅の乗車人員（2022年度） - JR東日本
24. ↑  各駅の乗車人員（2023年度） - JR東日本